# Île de Man
Pour les articles homonymes, voir Man et IOM.
L’île de Man (/il də mɑ̃/ ; en anglais : Man et Isle of Man /ˌaɪl əv ˈmæn/ ou IOM ; en mannois : Mannin /ˈmanɪnʲ/ et Ellan Vannin /ˈɛlʲan ˈvanɪnʲ/ ; en latin : Insula Mona) est un territoire formé d’une île principale et de quelques îlots situés en mer d’Irlande, au centre des îles Britanniques. L’île de Man est une dépendance directe de la Couronne britannique, étant une propriété du souverain britannique, actuellement le roi Charles III, qui agit en qualité de « seigneur de Man » mais lui laisse une large autonomie politique et économique. Du fait de ce statut et d’une politique fiscale très avantageuse, elle est considérée comme l’un des lieux privilégiés par l’évasion fiscale, acquérant une réputation de paradis fiscal, notamment depuis les révélations des « Paradise Papers ».
L’île de Man a un peuplement celtique depuis la protohistoire ; elle devient un royaume viking au Moyen Âge, mais l’influence anglo-saxonne s’y fait sentir. Les Scandinaves y ont fondé un système politique basé sur le principe des « citoyens libres » et s’organisant autour du Tynwald (qui serait le plus ancien parlement en fonctionnement continu au monde). Elle fait aujourd’hui partie des six nations celtiques (avec l’Irlande, les Cornouailles, la Bretagne, l’Écosse et le pays de Galles) reconnues par le Congrès celtique et la Ligue celtique.

## Géographie

Carte de l’île de Man.

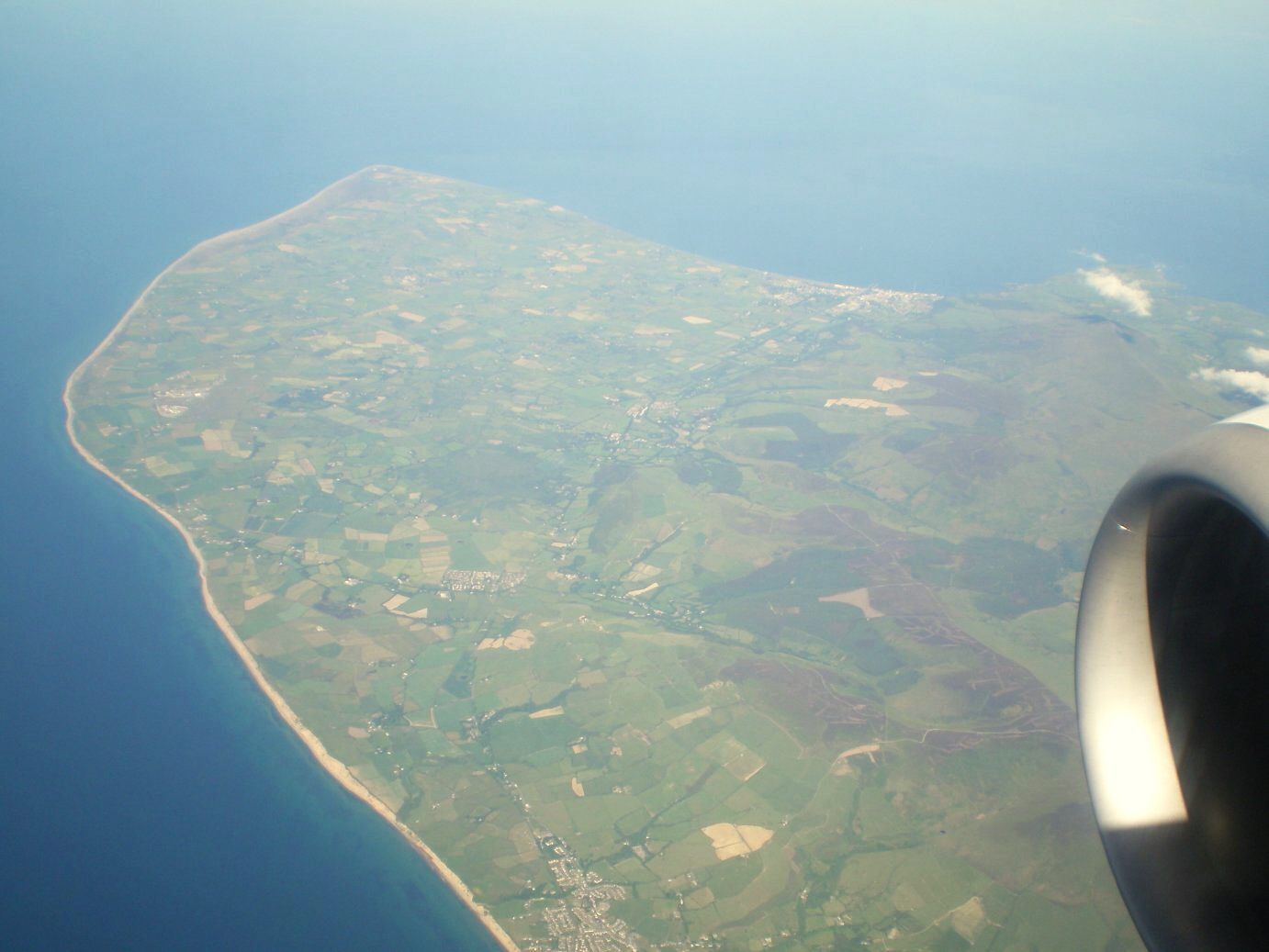
Vue aérienne du nord de l'île de Man avec Peel, Kirk Michael et Ramsey.

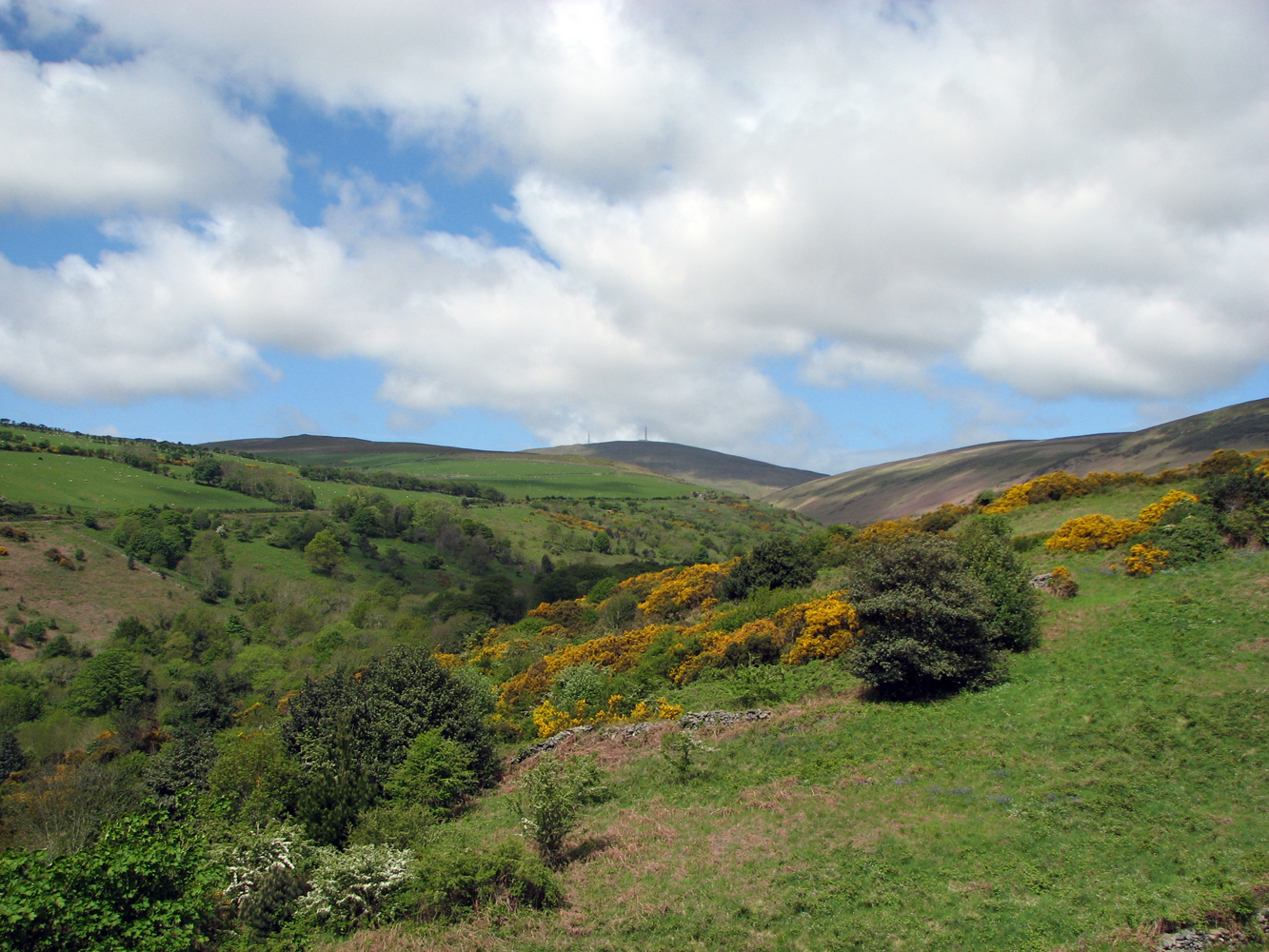
Le Snaefell, point culminant de l'île de Man.

### Présentation
L’île de Man est située dans la mer d’Irlande, à 29 km des côtes d’Écosse, à 48 km de celles d’Angleterre et à 53 km de celles d’Irlande.
L’île de Man est relativement grande (572 km2, 53 km de long sur 21 de large), mais peu élevée (621 m d’altitude maximale). Elle est entourée par quelques petites îles comme Calf of Man et Saint-Patrick. Sa végétation est principalement formée de landes et de prairies.
Comme l’Écosse, elle repose sur un vieux socle hercynien constitué de schistes. Rehaussée par un mouvement tectonique, puis rabotée par les glaces du quaternaire, l’île culmine, au mont Snaefell, à 621 m. Au nord, les moraines ont engendré une plaine triangulaire, qui contraste avec les montagnes de l’intérieur.

### Climat

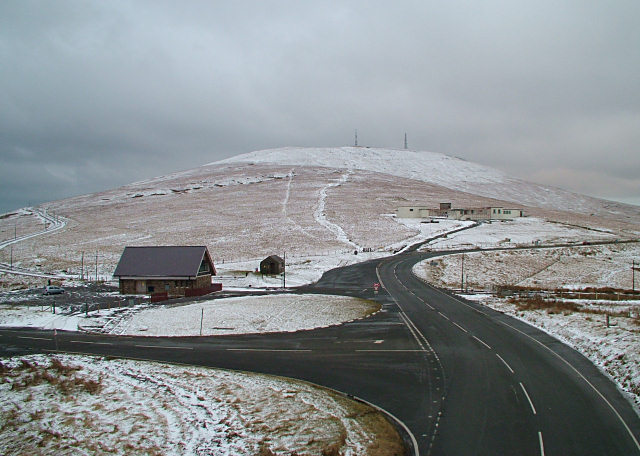
Neige sur le sommet du Snaefell.

Le climat de l’île de Man est typiquement océanique grâce aux effets de la dérive nord atlantique. Il est ainsi caractérisé par une grande douceur et une faible variation des températures : février est généralement le mois le plus froid de l'année avec 4,9 °C de température moyenne (les périodes de gel et de neige étant très peu fréquentes et ne durant pas longtemps) tandis que les mois de juillet et d'août sont les plus chauds avec une température maximale de 17,6 °C, la température maximale enregistrée sur l'île de Man étant de 28,9 °C dans le Ronaldsway.

### Protection environnementale et biodiversité

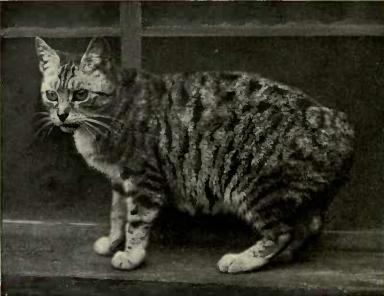
Un chat manx.

En mars 2016, l'île de Man a été reconnue réserve de biosphère par l'Unesco.
Il existe aujourd'hui deux races d'animaux spécifiques à l'île de Man. Une célèbre race de chat originaire de l’île de Man, le manx, a pour caractéristique d’avoir une queue très courte, voire absente. Il possède également des pattes arrière plus petites que la plupart des chats. Ces chats font office de symbole de l'île sur des pièces d'argent ainsi que des timbres alors que le gouvernement mannois opère un centre de reproduction afin d'assurer la continuité de la race.
Autre race typique de l’île, le mouton loaghtan. Sa laine est brun foncé et il possède entre quatre et six cornes. Sa viande est considérée comme un mets délicat. Il existe plusieurs troupeaux sur l'île, et d'autres élevages se trouvent également en Angleterre et à Jersey.
Le genévrier Juniperus communis a disparu de l'île au XXe siècle. Il a subi un déclin majeur après son utilisation abusive pour en faire du bois de feu ou du gin. Un changement climatique est suspecté d'avoir rendu le reste de la population infertile.
Échappés d'un enclos, des wallabys forment une colonie sur l'île depuis les années 1960.

## Étymologie
L'île de Man est évoquée par plusieurs auteurs de l'Antiquité sous des noms différents :moez Manu, Monapia (Pline, 23), Eumonia (Annales de Wahes, vers 125), Monaœda (Ptolémée, 139), Mevania (Paul Orose, 416), Eubonia (Nennius, 853), Manann ou Manand (Annales irlandaises, 1084-1496), Mön ou Maon (dans les sagas islandaises, vers 1240). La forme galloise est Manaw. Une croix du XIIe siècle se trouvant à Kirk Michael porte une inscription en runique dont l'un des termes se lit Mon (prononcé Maon). En langue mannoise, l'expression « île de Man » se traduit par Ellan Vannin ; ellan désigne une « île », Vannin est la forme lénifiée de Mannin (« Man » en français, « Man » ou « Mann » en anglais). Selon Hervé Abalain, le terme Mannin peut désigner tout simplement une île. Il propose ainsi de considérer l'exemple de Mainland dont la forme man- signifie « île ».
Le nom moderne Man semble dérivé, par le latin, du gaélique écossais Mana ou du vieil anglais Monig. Ce nom était donné autrefois tant à l'île de Man qu'à un district d'Écosse dont la racine subsiste encore dans les toponymes Slamannan et Clackmannan. Selon John Rhys, le nom pourrait provenir d'une racine indo-européenne Manavio, génitif singulier de Manavionos.

## Histoire

### Préhistoire
Des recherches récentes tendraient à démontrer qu'avant 8500 av. J.-C., Man était reliée à la Cumbria au moyen d'une bande de terre qui a progressivement été envahie par la mer. Il n'existe pas de preuve pourtant qu'à cette époque Man était habitée.
L'arrivée de groupes humains sur l'île de Man semble toutefois antérieure d'au moins mille années aux principaux vestiges du Néolithique que l'on trouve sur plusieurs sites.
C'est le Néolithique qui a laissé le plus de vestiges sur l'île de Man. Le site de Minorca, près de la petite ville de Laxey, abrite un cairn, dénommé la « tombe du roi Orry » et attribué à tort au héros mannois Godred Crovan (mort en 1095). Cette tombe de 12 mètres de long lui est très antérieure et date de -4000 environ. On date de la même période le site de Mull Hill, au sud de l'île, cercle de pierres de 18 mètres de diamètre. Le site de Cashtal yn Ard, dans la paroisse de Maughold, lui, est plus récent (-2000).
Cette époque marque aussi le début des structures militaires défensives, comme sur la colline de South Barrule. Deux remparts circulaires fortifiés laissent supposer que la communauté y ressentait la nécessité de s'unir pour faire face à l'adversité.

### Période celte

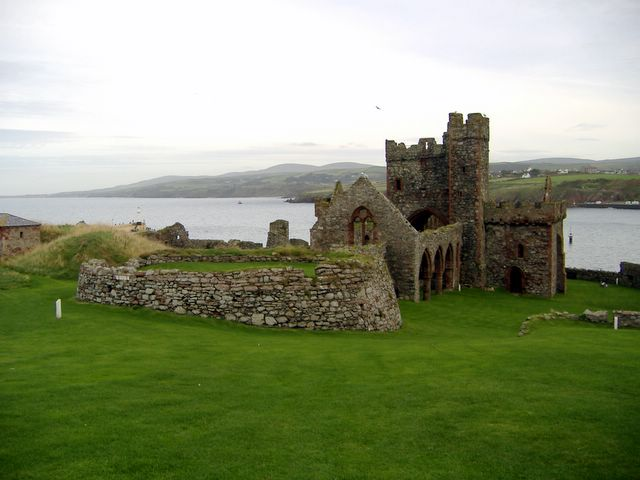
Ruines de la cathédrale Saint-German, sur l'île de Saint-Patrick.

L’installation des peuples celtes remonte vers 500 av. J.-C. La langue mannoise, appartenant à la branche gaélique des langues celtiques, ne se différenciera de l'erse qu'à partir du XVe siècle.
Il est communément admis que le christianisme fut importé sur l’île de Man par le moine irlandais Patrick et que, par la suite, des moines venus de pays celtiques, et de l’Irlande en particulier, effectuèrent des voyages missionnaires à partir de l’an 500.
Ces missionnaires contribuèrent à l’édification de petites chapelles dans lesquelles ils priaient. Mais l'exiguïté des lieux obligeait à pratiquer les baptêmes et la prédication à l’extérieur.
On recense sur l’île 35 croix celtiques (nommées keeills) remontant probablement à cette époque, mais il en existait au moins 174 que des documents anciens citent. Ces croix étaient généralement érigées sur des monuments funéraires. De nombreuses églises et chapelles ont été édifiées sur l’emplacement de keeills.

### Période scandinave
voir article sur : Royaume de Man

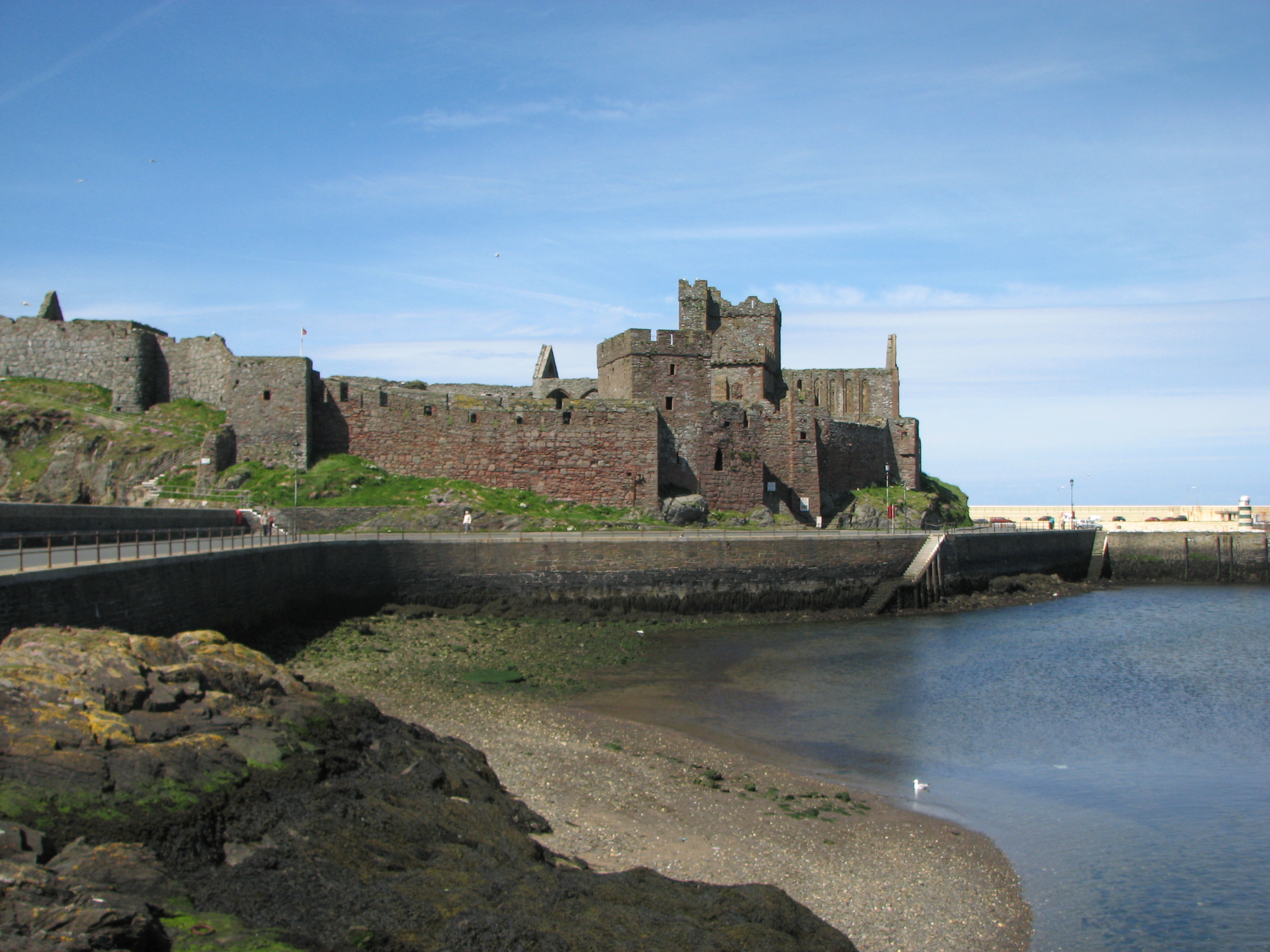
Le château de Peel.

On peut dissocier deux époques durant la domination scandinave de l’île de Man : avant la conquête de l'île par Godfred IV Crovan, en 1079, et après cette conquête. La première période a été marquée par la guerre, alors que la seconde est plus pacifique.
Entre 800 et 815, les Vikings sont venus à Man essentiellement pour le pillage. Entre 850 et 990, ils s’établissent sur l’île et cette dernière passe sous le contrôle des rois scandinaves de Dublin. Entre 990 et 1079 enfin, l’île est sujette des puissants jarls des Orcades.
Durant toute la période scandinave, l’île a été nominalement sous la souveraineté des rois de Norvège, mais ces derniers n’ont eu que rarement l’occasion de faire valoir leurs droits, à l’exception de Harald Ier de Norvège en 885, de Magnus III de Norvège, à la fin du XIe siècle, et de Håkon IV de Norvège, à partir de 1217.
Peu de choses sont connues sur Godfred IV, qui a conquis Man en 1079. Il aurait établi sa domination sur Dublin et la plus grande partie du Leinster. Il est resté dans les traditions de l’île de Man sous le nom de Roi Gorse, ou Orry. Les îles placées sous son contrôle sont appelées Sudr-eyjar, les îles du Sud (île de Man et toutes les petites îles à l’ouest de l’Écosse), par opposition aux Nordr-Eyjar, les îles du Nord (Orcades et Shetland).
Le fils de Godfred IV, Olaf Ier de Man, exerce un pouvoir considérable et son alliance avec les rois d’Irlande et d’Écosse est si bien établie que l’île connaît la paix pendant l’ensemble de son règne (1137-1152). Durant les années 1130, l’Église envoie Wimund sur l’île de Man pour qu’il y fonde le premier évêché. Peu de temps après, il abandonne son épiscopat et se lance dans la piraterie à travers l’Écosse et les îles voisines.
Le fils d’Olaf Ier, Godfred V de Man, règne momentanément sur Dublin, avant de perdre une partie des îles, à l'exception de celles situées sur la côte d’Argyll.
Au début du XIIIe siècle, Ragnald IV de Man prête hommage au roi d’Angleterre Jean sans Terre. C’est la première fois que l’Angleterre s’immisce dans les affaires de l’île. Il y aura toutefois une longue période de domination écossaise avant que l’île ne devienne vraiment anglaise.

### Période britannique

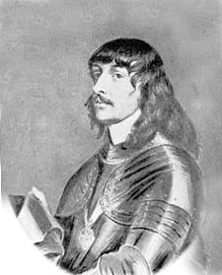
James Stanley, 7e comte de Derby, dit « le Grand Stanley », seigneur de Man de 1627 à 1651.

Les décennies qui suivent sont le théâtre de rivalités entre Écosse et Angleterre pour la domination de l'île de Man. Mais la dynastie écossaise s'affaiblissant dès la fin du XIIIe siècle, c'est sans opposition que le roi d'Angleterre Édouard Ier revendique l'île et en prend possession en 1290.
En 1333, le nouveau roi, Édouard III, remet l'île à William Montagu, premier comte de Salisbury. Plusieurs souverains à la solde de l'Angleterre vont dominer l'île de Man, mais il faudra attendre 1405 pour voir une dynastie s'y installer à long terme : les comtes de Derby. Leur représentant emblématique, James Stanley, dotera l'île d'infrastructures défensives et politiques de qualité. La dynastie des Derby se poursuivra jusqu'à James Stanley, 10e comte de Derby, qui mourra le 1er février 1736 sans héritier mâle. Si son titre de comte de Derby passe à son cousin Edward Stanley, celui de seigneur de Man et de baron Strange reviennent en revanche à la maison d'Atholl, représentée par James Murray.
James Murray meurt en 1764 à Dunkeld (Écosse), sans avoir de descendant mâle survivant. Pour cette raison, c'est son neveu, John Murray, qui hérite du titre de duc d'Atholl et de la seigneurie de l'île de Man. L'Angleterre intervient dans la gestion de l'île alors que John Murray est à la tête d'un réseau de trafic illicite de marchandises. Pour cette raison, la Couronne le persuade de vendre l'île de Man pour 70 000 livres sterling (1765). Alors que le quatrième duc d'Atholl mène campagne pour que la Couronne finance davantage la présence de la famille des Atholl sur l'île, celui-ci est subitement nommé gouverneur, ce qui l'apaisera définitivement (1793 à 1828).

### Période contemporaine
En 1866, l’île de Man obtient un gouvernement local autonome ; cette autonomie n'est d'abord que formelle, mais a peu à peu été étendue. Pendant la Première et la Seconde Guerre mondiale, le gouvernement britannique y interne les civils ressortissants des puissances ennemies.
Au début du XXe siècle, on a pu observer un renouveau de la musique et des danses traditionnelles — ainsi que, dans une moindre mesure, de la langue mannoise —, ce qui n'empêcha pas le dernier locuteur, Ned Maddrell, de s’éteindre dans les années 1970.
Dans les années 1960-1970, le tourisme en provenance des îles Britanniques commença à péricliter, en partie à cause de l’essor de l’aviation civile et de l’attrait nouveau exercé par l’Espagne. Le gouvernement mannois réagit à cette situation en faisant de l’île un paradis fiscal, ce qui stimula l’économie, en dépit de quelques affaires de corruption.
Depuis les années 1990 et le début du XXIe siècle, la culture mannoise est l’objet d'une plus grande reconnaissance, ce que tend à montrer l’ouverture de la première école primaire dont les cours sont donnés en mannois ; la croissance économique reprend.

## Subdivisions

Carte des subdivisions de l’île de Man.

Historiquement, l’île de Man était divisée en 2 zones (nord et sud) modifiées plus tard en côtés (nord-ouest et sud-est) subdivisés en 17 paroisses dites « insulaires » (Insular Parish, encore utilisée de façon traditionnelle, principalement pour les besoins géographiques ou culturels), et qui comprennent 15 anciennes paroisses religieuses et les deux districts actuels. Les limites des paroisses et même de certains sheadings ont varié avec le temps (ainsi les 2 districts actuels étaient des paroisses auparavant).

### Sheadings
La subdivision administrative principale historique se était composée de 6 sheadings, présentés dans l’ordre traditionnel mannois dans le sens des aiguilles d’une montre :
- du côté nord-ouest (essentiellement rural) :
  - le sheading de Glenfaba (où se situe la ville de Peel),
  - le sheading de Michael (à ne pas confondre avec le village ou district homonyme),
  - le sheading d’Ayre ;
- du côté sud-est (le plus peuplé aujourd‘hui) :
  - le sheading de Garff (où se situe la ville de Ramsey),
  - le sheading de Middle (où se situe la ville capitale de Douglas),
  - le sheading de Rushen (où se situe la ville de Castletown).

Deux des sheadings actuels, Garff et Middle, sont différents de leur définition historique depuis 1796, date à laquelle la paroisse de Onchan (devenue alors village) a été déplacée du premier vers le second.

### Paroisses administratives
Les sheadings sont eux-mêmes subdivisés administrativement en 24 entités généralement désignées par le terme de « paroisses administratives » (pour les distinguer des 17 paroisses traditionnelles) ou très souvent simplement par « paroisses » (parish, au pluriel parishes) ; en fait ces paroisses administratives sont de 4 types différents (en fonction de leur densité de population, et non de leur superficie ou population totale) :
- 4 villes (towns) (dont la capitale Douglas) parfois appelées aussi « paroisses urbaines » (town parishes) dans certains documents officiels ;
- 5 villages (villages) (dont les 2 districts, dénomination préférée dans les documents actuels pour les villages les moins peuplés, formés de bourgs ruraux) ;
- et 15 autres paroisses (parishes) rurales (dont la définition actuelle est parfois différente, plus petite, de celle des anciennes paroisses insulaires, dont ont été exclues les villes actuelles).

### Circonscriptions électorales
Pour les besoins électoraux, l’île est découpée en 12 circonscriptions électorales (qui peuvent comprendre des parties de plusieurs sheadings). Chaque circonscription a deux députés (MHK; Members of the House of Keys).

## Gouvernement

### Structure

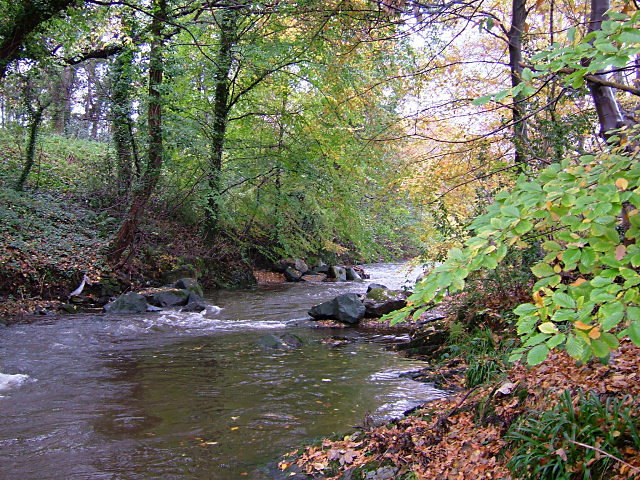
La rivière Glass, qui a donné son nom à la capitale de l'île, Douglas.

Les bailliages de Jersey, Guernesey et de l’île de Man sont considérés par le Conseil de l'Europe (par le bureau des traités et ses services juridiques) comme des territoires dont le Royaume-Uni assure les relations internationales. Ces territoires n’ont pas la personnalité juridique internationale qui leur permettrait d’être partie à des traités du Conseil de l’Europe. En revanche, lorsque le Royaume-Uni est partie à un traité du Conseil de l’Europe, il peut, en accord avec les territoires concernés, déclarer que ledit traité s’applique (ou pas) à ces territoires. Les citoyens de Man sont des citoyens britanniques mais n'avaient pas la citoyenneté européenne lorsque ceux ci l'avaient.
L’absence de personnalité juridique ne veut pas dire pour autant que ces territoires sont assimilés au Royaume-Uni, dont l’État a été formé par l’union des anciens royaumes d’Angleterre et du duché du pays de Galles (acte d'union de 1536), puis d’Écosse (acte d'union de 1707) et enfin d'Irlande (acte d'union de 1800). Ainsi, le duché de Normandie n’a jamais formellement cessé d’exister en tant qu’État alors même qu'il ne subsiste plus que sur ses dernières terres insulaires (Jersey et Guernesey). Il en est de même ici avec l’ancien royaume de Man, devenu duché de Man lorsqu’il est devenu vassal de la Couronne.
Bien que regroupés sous l'appellation « îles britanniques » (British Islands), les bailliages ont acquis récemment une autonomie plus importante. La question se pose donc aujourd’hui quant à la reconnaissance des bailliages de la Couronne en tant qu’États, même dépourvus de personnalité juridique sur le plan international (ce qui semble ne plus être le cas depuis la création des « États de Jersey », « des États de Guernesey » et de « ceux de Man » — noter le pluriel), et la modernisation en cours de l'ancienne législation médiévale. Par exemple, sur l'île de Man, cette législation était fondée sur les titres honorifiques et le droit de sang des anciennes grandes familles mannoises, dont certaines n’ont plus aucun résident sur l’île depuis plusieurs générations et ne participent plus à l’administration territoriale de l’île.

### Politique
L’archipel jouit d’un statut particulier : de jure, il ne fait pas partie du Royaume-Uni (et ne faisait pas partie de l'Union Européenne quand le Royaume-Uni en a été membre) mais dépend directement de la Couronne britannique, dont le monarque est « seigneur de Man ». Ce statut particulier n’en fait pas un État reconnu indépendant, mais l’île dispose d’une large autonomie politique et économique : ainsi depuis 2011, le lieutenant-gouverneur, fonction jusqu’alors attribuée par la reine, est désigné par un vote des représentants locaux mannois. Il nomme le ministre en chef, chef du gouvernement de l'île de Man. Le Tynwald est le parlement de l’île de Man, comprenant deux chambres : la Chambre des Clefs ("Les vingt-quatre": Kiare as Feed en mannois), composée de 24 représentants élus au suffrage universel direct, et le Conseil législatif de l'île de Man (Yn Choonseil Slattyssagh), dont 8 des 11 membres sont élus au suffrage indirect.
Depuis 1999, l'Île de Man est membre du Conseil britannico-irlandais.

## Économie
L’archipel dispose de sa propre monnaie, la livre mannoise. Le régime des prélèvements obligatoires mannois, favorable aux entreprises, a fait de l’île un paradis financier (en anglais, l'expression correspondante est « tax haven » qu'on peut traduire par « refuge fiscal ») pour celles qui veulent profiter d'une fiscalité avantageuse.
Pour faire face aux abus et aux soupçons engendrés par cette situation, le gouvernement de l'île de Man a signé des accords d'échange de renseignements à des fins fiscales afin de redorer son image à l'international,.
L'approvisionnement en électricité est en partie assuré par un câble sous-marin qui relie Douglas à Blackpool en Angleterre.
L'île de Man est traitée comme faisant partie du Royaume-Uni pour la TVA. Les biens envoyés du Royaume-Uni à l'île de Man ou inversement ne sont pas considérés comme importés/exportés.

## Démographie
La population de l'île est estimée à 76 913 en 2010, une population nettement en hausse depuis quelques années, grâce surtout à l’immigration en provenance d’Angleterre.
Les habitants de l’île de Man sont les Mannois et Mannoises ou les Manxois et Manxoises.

## Héraldique
Le drapeau de l'île de Man, appelé Ny Tree Casyn en mannois, en français « les trois pieds », représente une triquètre (une variété de triskèle) en armure, en sens dextre et sur fond de gueules (rouge). Au XIIIe siècle, le roi de l'île de Man, Magnus III, dont les possessions s'étendaient vers le nord jusqu'aux Hébrides (à l'ouest de l'Écosse), adopte pour des raisons inconnues le triquètre sur fond rouge comme symbole sur ses armoiries. En 1266, lorsque l'île de Man passe brièvement sous souveraineté écossaise puis de manière permanente sous la couronne anglaise, ces armoiries sont conservées et seront reprises pour créer un drapeau.
Le drapeau est ensuite interdit en 1935 et le seul autorisé sur l'archipel est celui du lieutenant-gouverneur de Man. Finalement, l'interdiction est levée le 8 juillet 1968 et le drapeau est officiellement restauré le 27 août 1971.
Il peut être utilisé sans restriction, y compris sur les navires immatriculés dans l'archipel (autrefois il était uniquement un pavillon terrestre et non maritime). Il reste toutefois un symbole de paix, civil ou d'État, mais pas un symbole de guerre puisque l'île de Man n'assure pas elle-même sa défense extérieure (assurée par le Royaume-Uni qui arbore l'Union Jack).
Les raisons expliquant l'adoption du triquètre comme symbole des armes royales de l'ancien Royaume de Man sont assez mal connues, toutefois il a aussi été utilisé et vu comme équivalent au symbole paganique du Soleil, le siège de la vie et du pouvoir.
Sur les grandes armes, la présence d'un faucon pèlerin remonte au XVe siècle : en 1405, le roi d'Angleterre Henry IV cède l'archipel à Sir John Stanley sous condition de lui rendre hommage à lui et à chaque futur souverain d'Angleterre le jour du couronnement en offrant deux faucons pèlerins. Les descendants de Sir John Stanley règnent sur l'archipel durant 360 ans sous le titre de « seigneur de Man » jusqu'à ce que le roi Georges III ne récupère ce titre en 1765 mais le cadeau sous forme de deux faucons perdura jusqu'au couronnement de George IV en 1822.
Le corbeau est, quant à lui, un animal de superstitions et de nombreux noms de lieux y font référence. Le corbeau constitue aussi un héritage de la présence viking sur l'île car selon la mythologie nordique le dieu Odin est accompagné par deux corbeaux. Un drakkar viking, manœuvré par un équipage composé de Norvégiens et de Mannois lors d'un voyage entre la Norvège et l'île de Man en 1979, porte le nom de Corbeau d'Odin.
La couronne britannique fait référence au souverain du Royaume-Uni qui est aussi seigneur de Man.
La devise Quocunque Jeceris Stabit, associée à l'île de Man depuis 1300, est écrite en latin et signifie littéralement « Où que tu le jettes, il restera debout ». Cette devise est à l'origine celle des territoires sous le contrôle du clan MacLeod (originaire de l'île écossaise Lewis) : les îles Hébrides puis l'île de Man à partir de 1266.

## Culture
L’île de Man fait partie des six nations celtes reconnues par le Congrès celtique et la Ligue celtique.

### Emblèmes
L'emblème végétal de l'île de Man est le Séneçon de Jacob.

### Langue
Les langues officielles sont l’anglais et le mannois, une langue celtique du groupe gaélique, proche de l’irlandais et même plus proche du gaélique écossais. L’usage du mannois par le gouvernement est surtout symbolique, mais un nombre croissant de militants linguistiques font revivre la langue dont le dernier locuteur réputé l’avoir parlée comme langue maternelle, Ned Maddrell, est mort le 27 décembre 1974. Aujourd'hui, on estime qu'un peu plus de 2 % de la population de l'île peut s'exprimer en mannois. Cette situation fait du mannois une langue en péril.
La Société du gaélique mannois informe aussi l’opinion publique sur la culture mannoise en général (livres, musique, chansons mannoises) et diffuse des messages destinés à encourager l’emploi du mannois ainsi que son enseignement. Actuellement il y a environ 2 000 mannophones, dont une soixantaine parle la langue comme langue maternelle (tous des enfants scolarisés dans une école maternelle). D’après un sondage récent, 50 % des enfants mannois ont exprimé le désir d’apprendre la langue.
La population en général paraît d’accord avec cette promotion du bilinguisme symbolique, mais reste très réticente à toute forme de coercition à ce sujet, car plus de la moitié des insulaires ne sont pas nés dans l’île, ces derniers venant essentiellement d’Angleterre, d’Irlande, du pays de Galles ou d’Écosse.

### Religion
Le diocèse de Sodor et Man est un diocèse de l'Église d'Angleterre.

### Musée
- Le musée de Douglas.

### Sport
Une course célèbre de motos se déroule sur l’île la dernière semaine de mai et la première de juin depuis 1907 : le Tourist Trophy de l'île de Man.
Mark Cavendish, Peter Kennaugh et Jonathan Bellis, cyclistes professionnels, sont originaires de cette île. David Knight, multiple champion du monde d'enduro, également.

### Personnalités liées à l'île
- Sheila Holland (1937-2000), romancière, est décédée sur l'île de Man ;
- Barry, Robin et Maurice Gibb, membres principaux des Bee Gees, sont nés sur l'île de Man ;
- L'acteur Jamie Blackley est natif de l'Île.
- L'actrice et chanteuse Samantha Barks est née sur l'Île.
- Mark Cavendish, coureur cycliste professionnel, est né sur l'île de Man ;
- Charlotte De Bernier Taylor, entomologiste américaine née en 1806, y meurt en 1861.
- L'acteur Joe Locke est natif et a grandi sur l'île.
- Le footballeur Kieran Tierney est natif de l'île.

## Mégalithisme

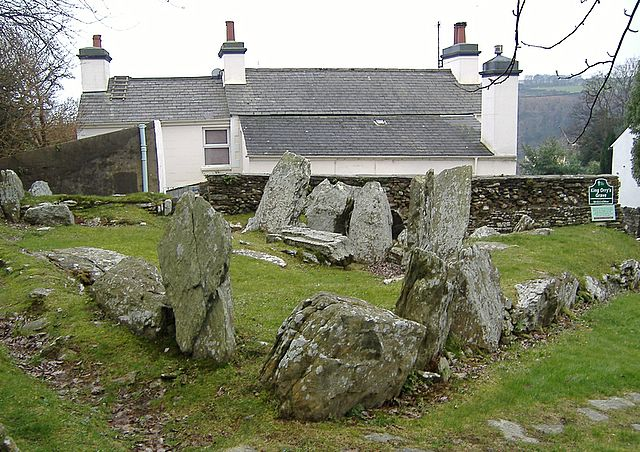
La « tombe du roi Orry » (King Orry's Grave), à Laxey.

L'île de Man abrite un certain nombre de mégalithes, notamment des menhirs (Magher ny Clogh Mooar, Giant's Quoiting Stone, etc.) et des tombes du Néolithique, comme celle de Cashtal yn Ard.

## Transports

### Transports ferroviaires
L'île possède un vaste réseau de transports originaux. Des trams surnommés « toastracks » tirés par des chevaux font paisiblement la navette le long du bord de la mer à Douglas, des chemins de fer à voie étroite, avec machines à vapeur, desservent le Sud. Le plus remarquable de ces moyens de transport est le tramway électrique qui relie Douglas à Ramsey, station balnéaire du nord, par le chemin des falaises et grimpe même jusqu'au sommet du Snaefell.

### Transports routiers
L'île de Man n'a pas d'autoroutes. Les routes nationales n'ont pas de limitations de vitesse. Les limitations de vitesse sont très strictes en agglomérations (30 mph, soit 48 km/h). Comme sur l'ensemble des îles Britanniques, le sens de circulation se fait à gauche de la chaussée.

### Transports aériens
La seule infrastructure aéroportuaire de l'île, l'aéroport du Ronaldsway, se trouve au sud-est de Ronaldsway.
L'île de Man a enregistré plus de 940 avions privés entre 2007 et 2017, et compte 325 jets enregistrés en avril 2017, ce qui la place en 2e position en Europe, juste derrière l'Allemagne et devant la Grande-Bretagne qui n'en compte que 223. Ces jets privés sont mis en cause dans le scandale des Paradise Papers.

### Transports maritimes
Le terminal maritime de l'île de Man (Isle of Man Sea Terminal) situé à Douglas, accueille les ferries de la Isle of Man Steam Packet Company qui assure les liaisons quotidiennes entre l'île et les ports de : Heysham et Liverpool (Angleterre), Belfast (Irlande du Nord) ou Dublin (république d'Irlande).

## Codes
L'île de Man a pour codes :

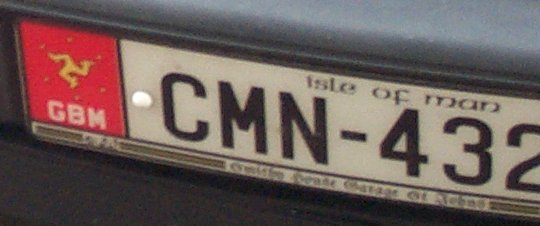
Plaque d'immatriculation de l'île de Man.

- GBM, selon la liste des codes internationaux des plaques minéralogiques ;
- IM, selon la norme ISO 3166-1 (liste des codes pays), code alpha-2 ;
- IMN, selon la norme ISO 3166-1 (liste des codes pays), code alpha-3 ;
- IM, selon la liste des codes de pays FIPS 10-4 ;
- GD, pour le préfixe des stations radio-amateur.

### Roman historique
- Matthew Kneale, Les Passagers anglais[35] (English Passengers, 2000), Paris, Belfond, 2002  (ISBN 9782714438683). Whitbread Prize du meilleur roman et du meilleur livre de l'année 2000 – prix Relay du roman d'évasion 2002.

Parmi ses thèmes, l'ouvrage s'intéresse avec humour aux Mannois, à leur langue, leur caractère, leur distance et méfiance envers les Anglais, à travers l'équipage et son capitaine, venus de Peel, qui traversent le globe en navire, au milieu du XIXe siècle.

### Document
- Hervé Abalain, Les Mannois et l'île de Man, vol. V, Crozon, Brest, Éditions Armeline, coll. « Peuples en péril », 2010, 192 p. (ISBN 978-2-910878-42-9).